# Oudejaarsdag van de maankalender
Oudejaarsdag van de maankalender is een feestdag die vooral gevierd wordt in Oost-Azië en volkeren wereldwijd die oorspronkelijk uit Oost-Azië vandaan komen. De dag na oudejaarsdag begint het vijftien dagendurende Vietnamees/Tibetaans/Mongools/Koreaans/Chinees nieuwjaar.
De feestdag valt op de laatste dag van de maankalender. Deze valt meestal op de 30e dag van de twaalfde maan in maankalender. Soms komt het voor dat het op de 29e dag valt, omdat er dan in dat jaar geen 30e dag is door de kalenderberekening. Oudejaarsdag is in de volksrepubliek China en de republiek China voor veel mensen een vrije dag. Het is geen officiële publieke vrije dag in deze landen.
De Oost-Aziatische volkeren hebben een paar gezamenlijke tradities op oudejaarsdag. Zo is het de laatste dag waarbij families hun huizen grondig schoonmaken en het is dag waarop grote offers worden gebracht bij het familiealtaar van de voorouders. De huizen worden ook versierd met rode versieringen.

## China
In de Chinese cultuur wordt oudejaarsdag gevierd met een gezamenlijke familiediner. Vooraf wordt aan voorouderverering gedaan, waarbij er verschillende offers worden gebracht aan de overleden voorouders. Daarnaast worden tijdens de middag en namiddag van oudejaarsdag op de deurposten nieuwe chunlian gehangen. De chunlian van het voorbije jaar wordt er afgehaald. Sommige families hangen ook één of meerdere rode lampionnen bij de deur.
Op oudejaarsavond wordt er rond elf uur 's avonds begonnen met het afsteken van knal- en siervuurwerk. Knalvuurwerk werd traditioneel gebruikt voor het verjagen van boze geesten. Rond hetzelfde tijdstip brengen velen een bezoek aan de lokale tempel om de eerste het eerste wierookstokje van het jaar aan te steken. De Chinese tempels, daoïstische tempels en boeddhistische tempels worden 's avonds drukbezocht om te bidden voor voorspoed in het nieuwe jaar.
De Han zijn in de volksrepubliek China niet het enige volk dat oudejaarsdag viert volgens de maankalender. Vele Chinese minderheden gebruiken ook al eeuwen de maankalender. Voorbeelden zijn de Miao-Chinezen, Hui-Chinezen, Tibetanen, Mongolen en Koreanen.
In Lhasa vieren de Tibetanen oudejaarsdag met het ophangen van nieuwe vijfkleurige gebedsvlaggen aan de daken van het huis. Daarna worden offers zoals wijn en vettige bami op het dak gezet. Daarna brandt men geurige gras aan en wordt er gedanst en gezongen. De tempels van deze stad worden op oudejaarsdag druk bezocht.

## Japan
In Japan wordt oudejaarsavond gevierd door een bezoek aan een shintoschrijn of boeddhistische tempel. In de tempel kan men honderdenacht keer de bel luiden.

## Korea
Koreanen brengen op oudejaarsdag offers bij het voorouderaltaar en de hele familie komt samen om 's avonds te dineren.

## Mongolië
In Mongolië wordt oudejaarsdag "bituun" genoemd, wat "dichtdoen" betekent. In de avond wat "bituuleg" wordt genoemd, wordt er zeer veel eten op de eettafel gelegd dat afgedekt is met deeg. Op de tafel ligt ook een grote stapel ceremoniële brood.
's Avonds worden er spelletjes gespeeld en historische verhalen verteld. Een folkloristisch verhaal vertelt dat Bituun Baldanlham, een lokale Godin, tijdens oudejaarsdag drie keer op zijn ezel langs de woonplekken van families komt. Families leggen daarom drie stukken ijs boven de deurpost van hun ger of op het balkon van hun woning, zodat de ezel elke keer water kan drinken.

## Vietnam
Oudejaarsdag is een belangrijke dag voor Vietnamezen om aan voorouderverering te doen. Er worden grootse offers gebracht aan de voorouders en er wordt gebeden om bescherming in het nieuwe jaar.

## Data in degregoriaanse kalender
| data              | 29e of 30e dag |
| ----------------- | -------------- |
| 2012: 22 januari  | 29e dag        |
| 2013: 9 februari  | 29e dag        |
| 2014: 30 januari  | 30e dag        |
| 2015: 18 februari | 30e dag        |
| 2016: 7 februari  | e dag          |
| 2017: 27 januari  | e dag          |
| 2018: 15 februari | e dag          |
| 2019: 4 februari  | e dag          |